# Sítio Classificado da Granja dos Serrões e Negrais
O Sítio Classificado da Granja dos Serrões e Negrais é uma área classificada, de grande sensibilidade pelas suas características geomorfológicas, florísticas e paisagísticas. O geomonumento foi identificado por Paul Choffat e mais tarde estudado pelo seu valor arqueológico. Consiste num conjunto de megalapiás em calcários apinhoados do Cretácico Superior, com 95 milhões de anos, relevante a nível nacional. Existem vestígios da sua ocupação humana desde o neolítico.